# Вольно (Брестская область)
Во́льно (бел. Вольна) — агрогородок в Барановичском районе Брестской области Белоруссии. Административный центр Вольновского сельсовета. Расположен в 27 км от районного центра. Население — 515 человек (2023).

## География
Вольно находится в северо-восточном углу Брестской области в 22 км к северо-востоку от города Барановичи и в 10 км к юго-западу от точки, где сходятся Брестская, Гродненская и Минская область. Посёлок стоит в верховьях реки Змейка (бассейн Немана). В 3 км от Вольно проходит автомагистраль М1, с которой Вольно соединён местной дорогой. Через сам посёлок проходит дорога Столовичи — Большие Жуховичи — Мир. Ближайшая ж/д станция — Погорельцы (линия Минск — Брест).
В 0,5 километра к югу от деревни расположен пруд, площадью 0,1455 квадратных километров.

## История
В письменных источниках известно как село Вольное с середины XVI века, принадлежало в это время Ходкевичам. С 1571 г. поместье стало собственностью Софьи Слуцкой, а затем Остафия Воловича.
В 1632 году поместье принадлежало новогрудскому подстолию Христофору Каменскому, который в 1632 году профинансировал строительство в Вольно монастыря базилиан. В 1768 году была возведена грекокатолическая церковь Св. Троицы при базилианском монастыре. В 1771 году имение перешло к роду Слизней, которым оно принадлежало вплоть до 1939 года. Рафаил Слизень и его родственники расширили и перестроили дворянскую усадьбу, построили при ней спиртозавод и заложили парк.
После третьего раздела Речи Посполитой (1795) местечко вошло в состав Российской империи, принадлежало Новогрудскому уезду Минской губернии. После поражения восстания 1830 года монастырь базилиан, как и большинство католических монастырей на территории современной Белоруссии был закрыт, а церковь Святой Троицы в 1895 году стала православным храмом.
В первой половине 1880-х годов село Вольно насчитывало 60 дворов и 470 жителей, действовали церковь и народное училище (открыто в 1863 г.), винокуренный завод и мельница. В начале XX века здесь было 100 дворов и 400 жителей.
Согласно Рижскому мирному договору (1921) деревня вошла в состав межвоенной Польши, где принадлежала Барановичскому повету Новогрудского воеводства. С 1939 года в БССР. C июня 1941 по июль 1944 года находилась под немецкой оккупацией, усадебный дворец сгорел во время войны, но Троицкая церковь сохранилась. На фронтах войны погиб 21 односельчанин.

## Население
По состоянию на 1 января 2023 года в агрогородке проживало 515 человек в 251 хозяйстве, в том числе 54 моложе трудоспособного возраста, 325 — в трудоспособном возрасте и 136 — старше трудоспособного возраста. 
| Численность населения (по переписи) | Численность населения (по переписи) | Численность населения (по переписи) | Численность населения (по переписи) | Численность населения (по переписи) | Численность населения (по переписи) | Численность населения (по переписи) | Численность населения (по переписи) | Численность населения (по переписи) | Численность населения (по переписи) |
| 1886                                | 1897                                | 1909                                | 1921                                | 1939                                | 1959                                | 1970                                | 1999                                | 2009                                | 2019                                |
| ----------------------------------- | ----------------------------------- | ----------------------------------- | ----------------------------------- | ----------------------------------- | ----------------------------------- | ----------------------------------- | ----------------------------------- | ----------------------------------- | ----------------------------------- |
| 470                                 | ↘341                                | ↗414                                | ↗724                                | ↗941                                | ↘641                                | ↘519                                | ↗808                                | ↘678                                | ↘539                                |

## Инфраструктура
- Отделение почтовой связи[1].
- ГУО «Вольновская средняя школа», Краеведческий музей[1].
- ООО «Сокомир»[1].

## Достопримечательности
- Свято-Троицкая церковь. Построена в стиле виленского барокко в 1768 году как храм при монастыре базилиан.
- Дворцово-парковый комплекс Слизней (XVIII—XIX век). Усадебный дворец погиб во время войны, на его месте выстроено новое административное здание. Сохранились здание спиртозавода, амбар и фрагменты парка.
- Братская могила советским воинам, памятник землякам. В центре деревни. Похоронены 5 советских воинов (2-е известны, 3-е неизвестны), погибших в боях с немецко-фашистскими оккупантами в 1944 году. В 1983 году на могиле установлен обелиск, который увековечивает также память 182 земляков, отдавших жизнь за Родину в годы Великой Отечественной войны.
- Могила Веленко Николая Леонтьевича.
- Могила Кочерги Василия Михайловича.
- Могила Светлика Николая Людвиговича[11].